# Божевілля з Марса
«Божевілля з Марса» (англ. Madness from Mars) — науково-фантастичне оповідання Кліффорда Сімака, вперше опубліковане журналом «Thrilling Wonder Stories» у квітні 1939 року.

## Сюжет
На Землі готуються до урочистої зустрічі космічного корабля «Привіт, Марс-4». Попередні 3 місії до Марса були невдалими: перший корабель зіткнувся з метеоритом, у другого вибухнули двигуни, а третій перестав виходити на зв'язок і загубився в космосі.
Оскільки сучасна радіотехніка не давала змоги зв'язуватись на такій відстані, людство з нетерпінням чекало на повернення корабля. Корабель увійшов у зону радіозв'язку з Землею, але так і не ввімкнув радіопередавач. Приземлившись по екстремальній траєкторії, корабель завмер. Коли рятувальники його відкрили, то знайшли там трупи 4 членів екіпажу, а також пілота, що теж невдовзі помер.
На одному з ящиків корабля було написано «Тварина», що виявилася малорухливою пухнастою сферою з повільним обміном речовин. Доктор Стівен Гілмер, голова «Комісії з міжпланетних сполучень», назвав його Хутряна Куля (англ. Fur Ball) і створив йому подібні до Марса умови в місцевому зоопарку, до часу прибуття вчених, що мали почати його вивчення.
Через деякий час звірі почали скаженіти і вирвались у місто, де від них постраждало багато людей. Джек Вудс, кореспондент «Експрес», зауважив доктору Гілмеру, що подібна поведінка могла стати причиною загибелі членів екіпажу. Він примусив його зізнатись, навіщо той замовив цистерну вуглекислоти й таємничий прилад в акустичній лабораторії. Доктор повідомив, що Хутряна Куля може генерувати звуки на високій частоті, аж до 30 МГц. Це один із небагатьох способів спілкування в розрідженій атмосфері Марса. І хоча людське вухо не сприймає такі частоти, вони впливають безпосередньо на мозок. Він дав Вудсу покористуватись замовленим приладом, що перетворював частоти, і той почув «скуління» Хутряної Кулі від самотності. Його спроби поспілкуватись із новим оточенням і спричинили їхню божевільну поведінку. Доктор повідомив про намір приспати Хутряну Кулю, не маючи змоги допомогти йому. Він також мав намір приховати факт негативного впливу на мозок високих частот, щоб відтермінувати створення зброї на цьому принципі. Вудс підтримав доктора. Він повідомив у свою газету сльозливу історію смерті позаземної істоти від самотності.